# Jihad Al Binna
La Asociación para el Desarrollo Jihad Al Binna (JBDA) es la organización no gubernamental dirigida por Hezbolá en el Líbano. 
El propósito principal de la organización es ayudar a mitigar las consecuencias de la Guerra Civil del Líbano y de la ocupación israelí. La organización es conocida por los proyectos de construcción de infraestructuras, proyectos educativos, de vivienda y ayuda a los refugiados de los diversos conflictos que han asolado el Líbano en el pasado reciente. 
La sede de JBDA está en Beirut, en la calle Haret Horick en el edificio Rotex.